# Skärklacken
Skärklacken är ett naturreservat i Gagnefs kommun i Dalarnas län.
Området är naturskyddat sedan 2017 och är 24 hektar stort. Reservatet består av tallskog och granskog samt skog som utgörs av en blandning av tall och gran. Det ligger i en västslänt mellan 250 och 310 meter över havet. Längst i öster ingår en del av Lilla Hålbergsmyran, genomfluten av en bäck.